# Территориальные органы НКВД СССР (1934—1941)
Территориальные органы НКВД СССР с года образования народного комиссариата до начала Великой Отечественной войны (1934—1941) сформированы приказом НКВД № 0044 от 21 августа 1934, корректировались в 1937 году. Реорганизация центрального аппарата НКВД по приказу № 00362 от 9 июня 1938 года на местах не была завершена и коснулась крупных УНКВД.
Реформирование советских органов госбезопасности отвечало новым требованиям строительства социалистического государства (ускоренная индустриализация страны) и в то же время оставалось верной традициям ещё ВЧК.

## Структура НКВД
Структура органов согласно приказу НКВД № 0044 от 21.08.1934
- Управление государственной безопасности (УГБ), подразделяется на:
  - отделы (либо отделения): СПО, ЭКО, ОО, трудовых поселений (при необходимости) и т. д.,
- Инспекция войск внутренней охраны (при необходимости),
- Управление милиции,
- Инспекция резервов,
- Инспекция противопожарной охраны,
- Отдел актов гражданского состояния,
- Отдел связи,
- Финансовое отделение,
- Секретариат,
- Хозяйственный отдел.

## Типовой штат
Типовой штат Наркомата или Управления НКВД республики, края и области на конец 1937 года:
- УГБ. Отделы: 1-й отдел (охрана руководителей) (при необходимости), 2-й (оперативный), 3-й (КРО), 4-й (СПО), 5-й (ОО), 7-й (иностранный) (при необходимости), 8-й (в некоторых случаях отделение — УСО), 9-й (чаще не отдел, а отделение шифросвязи), 10-й (тюремный), 11-й (водного транспорта) и 12-го отделения (в крупных НКВД—УНКВД — отдел оперативной техники). 6-е отделы УГБ местных органов были повсеместно упразднены в августе 1937 года в связи с перестройкой транспортных органов НКВД. Приказом НКВД № 00422 от 22 апреля 1939 года было объявлено их преобразование с 1 апреля 1939 г. в водные отделы (отделения) НКВД—УНКВД. Теперь они подчинялись 2-му отделу Главного транспортного управления НКВД СССР.
- УРКМ — Управление рабоче-крестьянской милиции,
- ОАГС — Отдел актов гражданского состояния,
- ОПО — Отдел пожарной охраны,
- АХО — Административно-хозяйственный отдел или АХУ (управление),
- аппарат по руководству пограничными и внутренними войсками — управление (или отдел) пограничной и внутренней охраны (УПВО или ОПВО) для пограничных НКВД—УНКВД, управление (или отдел) внутренней охраны (УВО или ОВО) для остальных,
- аппарат по руководству местами заключения и ссылки (в зависимости от наличия на территории области или республики различных видов исправительно-трудовых учреждений мог именоваться по-разному: ОМЗ — отдел мест заключения, ОЛТП и МЗ — отдел лагерей, трудовых поселений и мест заключения, ОТП и МЗ — отдел трудовых поселений и мест заключения, ОТК — отдел трудовых колоний),
- ФО — Финансовый отдел,
- Секретариат наркомата (управления) ВД[1].

## Географическое деление
Географически СССР делилось на УНКВД, реформированные в 1937 году в НКВД.

## Азербайджанская Советская Социалистическая Республика
УНКВД по Азербайджанской ССР образовано 13 июля 1934 г. приказом НКВД № 001.
- Глава: Сумбатов (Топуридзе) Ювельян Давидович, 15.07.34-01.01.37.

НКВД Азербайджанской ССР образован 1 января 1937 г. приказом НКВД № 004. Наркомы внутренних дел:
- Сумбатов-Топуридзе Ю. Д. (01.01.37-10.01.38),
- Раев-Каминский Михаил Григорьевич (10.01.38-11.11.38),
- Емельянов Степан Федорович (11.02.39-26.02.41)

### Нахичеванская АССР
УНКВД по Нахичеванской АССР образовано 13 июля 1934 г. приказом НКВД № 001. Руководители:
- Вакульчик П.Ф. 15.07.34-?
- Ходжаев Н.М. ?-03.04.37
- Мамедов Г.И. 03.04.37-10.37
- Лисин (врид) 12.10.37-1937
- Гранский А.К. (и. о.) 01.38-1938 (упом. 02.38)
- Дасаев А.А. 28.05.38-06.38
- Мехтиев М.А.А. оглы 07.38-24.07.38

Наркомы внутренних дел НКВД Нахичеванской АССР:
- Мехтиев М.А.А.оглы 24.07.38-02.39
- Айдамиров, Мирза Мелик-оглы (и. о.) 04.39-30.04.39
- Айдамиров М. М.оглы 30.04.39-? (упом. 12.39)

### Нагорно-Карабахская автономная область
УНКВД по Нагорно-Карабахской автономной области образовано 13 июля 1934 г. приказом НКВД № 001
- Маркарян Р. А. 15.07.34-09.35
- Брутенц-Аствацатрян, Нерсес Александрович 09.09.35-25.12.36
- Саадян, Т.Т. 25.12.36-07.12.37
- Мартиросов, Э.А. (врид) ?-11.38 (упом. 08.38)
- Джамгаров, З. 11.38-02.39
- Каспаров А. Х. 03.39-? (упом. 12.39)

## Армянская Советская Социалистическая Республика
УНКВД по Армянской ССР образовано 13 июля 1934 г. приказом НКВД № 001.
Глава: Мугдуси Хачатур Хлгатович (15.07.34-01.01.37).
НКВД Армянской ССР образован 1 января 1937 приказом НКВД № 004. Наркомы:
- Мугдуси Х. Х. (01.01.37-09.37)
- Хворостян Виктор Васильевич (19.10.37-02.39)
- Коротков Алексей Васильевич (28.02.39-26.02.41)

## Белорусская Советская Социалистическая Республика
НКВД Белорусской ССР образован 13 июля 1934 года приказом НКВД № 001. Наркомы внутренних дел:
- Заковский (Штубис) Леонид (Генрих) Михайлович (Эрнестович) (15.07.34-10.12.34)
- Леплевский Израиль Моисеевич (10.12.34-28.11.36)
- Молчанов Георгий Андреевич (28.11.36-03.02.37)
- Берман Борис Давыдович (04.03.37-22.05.38)
- Наседкин Алексей Алексеевич (22.05.38-17.12.38)
- Цанава (Джанджава) Лаврентий Фомич (17.12.38-26.02.41)

### Барановичская область
УНКВД по Барановичской области образовано 2 ноября 1939 г. приказом НКВД № 001337 как УНКВД по Новогрудской области; с 4 декабря 1939 г. УНКВД по Барановичской области. Руководители:
- Мисюрев, Александр Петрович (02.11.39-11.40)
- Прокофий Егорович Крысанов (19.12.40-08.41)

### Белостокская область
УНКВД по Белостокской области образовано 2 ноября 1939 г. приказом НКВД № 001337. Руководители:
- Пётр Андреевич Гладков (02.11.39-11.09.40)
- Мисюрев А. П. (11.40-15.03.41)

### Брестская область
УНКВД по Брестской области образовано 2 ноября 1939 года приказом НКВД № 001441. Руководство:
- Сергеев Алексей Андреевич (04.12.39-15.03.41)

### Вилейская область
УНКВД по Вилейской области образовано 2 ноября 1939 года приказом НКВД № 001337 Руководство:
- Соколов Алексей Иванович (02.11.39-15.03.41)

### Витебская область
УНКВД по Витебской области образовано 17 апреля 1938 года приказом НКВД № 00232. Руководство:
- Викторов-Новосёлов Михаил Петрович ((и. о.) (31.03.38-11.04.38)
- Каплан Давид Яковлевич (11.04.38-16.06.38)
- Ряднов Пётр Яковлевич (16.06.38-01.39)
- Крысанов П. Е. (01.39-19.12.40)
- Пташкин Иван Емельянович (19.12.40-06.08.41)

### Гомельская область
УНКВД по Гомельской области образовано 17 апреля 1938 года приказом НКВД № 00232. Руководство:
- Шлифенсон Самуил Иосифович (11.04.38-11.38)
- Гусев, Дмитрий Степанович (01.39-15.03.41)

### Минская область
УНКВД по Минской области образовано 17 апреля 1938 года приказом НКВД № 00232. По состоянию на июнь 1938 года аппарат УНКВД Минской области не существовал. В члены бюро Минского обкома КП(б) Белоруссии в июне 1938 года был избран начальник 4-го отдела УГБ НКВД БССР В. А. Ермолаев. Руководство:
- Фёдор Иванович Гусев (31.03.38-11.04.382)
- Пташкин И. Е. (01.39-19.12.40)
- Тур Василий Петрович (12.02.41-15.03.41)

### Могилевская область
УНКВД по Могилевской области образовано 17 апреля 1938 года приказом НКВД № 00232. Руководство:
- Ягодкин Василий Михайлович (11.04.38-01.39)
- Пилипенко Яков Иванович (21.01.39-08.41)

### Пинская область
УНКВД по Пинской области образовано 2 ноября 1939 года приказом НКВД № 001337. Руководство:
- Духович Сергей Григорьевич (02.11.39-13.05.40)
- Мурашкин Иван Павлович (13.05.40-15.03.41)

### Полесская область
УНКВД по Полесской области образовано 17 апреля 1938 года приказом НКВД № 00232. Руководство:
- Фёдор Иванович Гусев (11.04.38-20.05.38)
- Кауфман Залман Исаакович (20.05.38-01.39)
- Духович Сергей Григорьевич (и. о.) 02.39-04.39)
- Тупицын, Михаил Николаевич (04.39-02.40)
- Строкин Павел Алексеевич (22.04.40-07.08.41)

## Грузинская Советская Социалистическая Республика
УНКВД по Грузинской ССР образовано 13 июля 1934 года приказом НКВД № 001 Руководство:
- Киладзе Д. С. (15.07.34-11.11.34)
- Гоглидзе С. А. (11.11.34-01.01.37)

НКВД Грузинской ССР образован 1 января 1937 года приказом НКВД № 004. Наркомы внутренних дел:
- Гоглидзе С. А. (01.01.37-14.11.37)
- Рапава А. Н. (29.11.38-26.02.41)

### Абхазская АССР
УНКВД по Абхазской АССР образовано 13 июля 1934 года приказом НКВД № 001. Руководство:
- Степанов М.А. (15.07.34-11.11.34)
- Ампар В. Е. (11.11.34-21.12.36)
- Жужунава В. Г. (21.12.36- 05.08.37)

НКВД Абхазской АССР образован 5 августа 1937 года приказом НКВД № 00457. Наркомы внутренних дел:
- Жужунава В. Г. 05.08.37-28.08.37)
- Пачулия Г. А. (08.37-10.38)
- Кобулов А. З. ((и. о.) (10.38-12.38)
- Кукутария М. Н. (25.12.38-10.05.39)
- Какучая В. А. (10.05.39-26.02.41)

### Аджарская АССР
УНКВД по Аджарской АССР образовано 13 июля 1934 года приказом НКВД № 001. Руководство:
- Саджая А. Н. (15.07.34-04.06.35)
- Джинджолия Г. Н. (04.06.35-05.08.37)

НКВД Аджарской АССР образован 5 августа 1937 года приказом НКВД № 00457 . Наркомы внутренних дел:
- Джинджолия Г. Н. (05.08.37-01.38)
- Закарая В. Д. (02.38-04.39)
- Кочлавашвили А. И. (04.39-03.41)

### Юго-Осетинская автономная область
УНКВД по Юго-Осетинской автономной области образовано 13 июля 1934 года приказом НКВД № 001. Руководство:
- Санакоев М.А. (31.07.34-17.07.35)
- Голованов А.Г. 17.07.35-11.37)
- Гагуа И. А. ((и. о.) (11.37-20.03.38)
- Гагуа И. А. (20.03.38-10.38)
- Жгенти Я. М. ((и. о.) (10.38-25.07.39)
- Жгенти Я. М. (25.07.39-? упом. 2.39)